# Walenty Dutkiewicz
Walenty Dutkiewicz (ur. 5 lutego 1798 w Iłkowie (powiat bocheński), zm. 21 kwietnia 1882 w Warszawie) – profesor prawa cywilnego, dziekan wydziału prawa i administaracyi w warszawskiej Szkole Głównej, członek Rady Stanu Królestwa Kongresowego.

## Życiorys
Był dziekanem wydziału prawa Szkoły Głównej Warszawskiej w latach 1863–1867 (po aresztowaniu przez władze carskie poprzedniego dziekana, prof. Jana Kantego Wołowskiego).

## Publikacje
Wydał Prawo hipoteczne w Królestwie Polskim obowiązujące (1850), Prawa Cywilne jakie w Polsce obowiązywały od 1347 do wprowadzenia kodeksu Napoleona (1866) i inne.
Jako komentator praw obowiązujących dał się poznać jako cywilista w rozprawach pochodzących z 1862 r.: Zobowiązania podzielne i niepodzielne oraz O prawie wierzycieli do spadku po dłużniku pozostałego. Będąc na emeryturze, w 1874 ogłosił pracę źródłową Zbiór praw sądowych ex-kanclerza Zamoyskiego ułożony i w r. 1778 drukiem ogłoszony, a teraz przedrukowany z domieszczeniem źródeł i uwag tak prawoznawczych jak prawodawczych przez Walentego Dutkiewicza. W dziele tym podkreślał, że prace Zamoyskiego z zespołem prawników nad kodeksem trwały zaledwie półtora roku wliczając w to czas druku, natomiast prace nad pruskim Landrechtem z 1794 – 48 lat, kodeksem austriackim z 1811 – 58 lat, wreszcie nad Kodeksem Napoleona – lat 13.
Był jednym z autorów haseł do 28 tomowej Encyklopedii Powszechnej Orgelbranda z lat 1859–1868. Jego nazwisko wymienione jest w I tomie z 1859 roku na liście twórców zawartości tej encyklopedii.

## Dzieła
- O mniemaném prawie zwyczajowém w Polsce
- O znaczeniu jurysprudencyi (1875)
- O znaczeniu jurysprudencyi